# Brunflo IK
Brunflo IK är en ishockeyklubb i Östersunds kommun grundad 1975 efter att Brunflo IF lämnat över fotbolls- och ishockeyverksamheterna till Brunflo FK respektive Brunflo IK. Säsongen 2019/2020 spelar man i Hockeytvåan Norra CD. Från 2006 till 2011 ingick klubben i Östersund/Brunflo IF tillsammans med Östersunds IK.

## Säsonger i Division 1 / Hockeyettan
| Säsong                                                            | Division           | Placering | Vårserie                  | Kval/Playoff                                                                 |
| ----------------------------------------------------------------- | ------------------ | --------- | ------------------------- | ---------------------------------------------------------------------------- |
| 2000/2001                                                         | Division 1 Norra B | 7         |                           |                                                                              |
| 2001/2002                                                         | Division 1 Norra B | 5         |                           |                                                                              |
| 2002/2003                                                         | Division 1 Norra B | 4         | 4:a i Allettan Norra      |                                                                              |
| 2003/2004                                                         | Division 1 Norra B | 2         | 4:a i Allettan Norra      | Playoff: Besegrar Kovland och Jämtlands HF 4:a i kvalserien till Allsvenskan |
| 2004/2005                                                         | Division 1 Norra   | 6         |                           |                                                                              |
| 2005/2006                                                         | Division 1 Norra   | 3         | 5:a i Allettan            |                                                                              |
| 2006–2011 samverkade man med Östersunds IK i Östersund/Brunflo IF |                    |           |                           |                                                                              |
| 2012/2013                                                         | Division 1B        | 7         | 2:a i fortsättningsserien | 1:a i kvalserien till Division 1                                             |
| 2013/2014                                                         | Division 1 Norra   | 11        |                           |                                                                              |
| 2014/15 spelade Brunflo i Division 2 av ekonomiska skäl           |                    |           |                           |                                                                              |
| 2015/2016                                                         | Hockeyettan Norra  | 11        | 7:a i vårserien           | 1:a i kvalserien till Hockeyettan                                            |
| 2016/2017                                                         | Hockeyettan Norra  | 9         | 7:a i vårserien           | 3a i kvalserien till Hockeyettan, nerflyttade                                |

## Kända spelare
- Vladimir Krutov
- Igor Larionov
- Scott Young
- Björn Wall
- Hans Hammarstedt